# Maykon
Maykon Daniel Elias Araújo, meglio noto come Maykon (Araranguá, 20 aprile 1984), è un ex calciatore brasiliano, di ruolo difensore.